# Chevrolet Nova
La Chevrolet Nova (anche chiamata Chevy II) è una autovettura introdotta sul mercato dalla Chevrolet nel 1962 e prodotta sino al 1979; nel 1985 vi è stato un riutilizzo del nome per un altro tipo di vettura costruita sino al 1988, basata sulla Toyota Corolla/Sprinter. 

## Il contesto
L'auto era considerabile come una "compatta" per gli standard statunitensi del tempo. La prima versione montava un motore OHV a quattro o a sei cilindri in linea ed era disponibile con la stessa classica configurazione di un'automobile delle dimensioni di una berlina media (come la Volkswagen Passat), cioè coupé, berlina, familiare e cabriolet. 
La Nova aveva diversi requisiti per essere un'auto gradevole: il suo aspetto era in linea con i gusti del momento e la vettura era ampia e ragionevolmente economica. Il taglio dei costi deciso dalla General Motors le causò però un grave danno di immagine. Il modello base era accessibile a famiglie dal budget limitato, ma era poco accessoriata, e l'abitacolo era rifinito in plastica nera molto fragile. Inoltre, l'auto presentava un consumo eccessivo di olio, mentre la ruggine, stranamente, aggrediva la parte posteriore della macchina, mentre quella anteriore rimaneva pulita. I proprietari, poi, riferivano ripetute avarie al cambio, mentre certi modelli presentavano della corrosione al sottoscocca. La risposta ai comandi era mediocre, ma il comportamento in curva rimaneva dignitoso fino a quando le boccole delle sospensioni resistevano. 
Fu prodotta fino al 1979 anche in Canada e Argentina.